# Bardo (budisme)

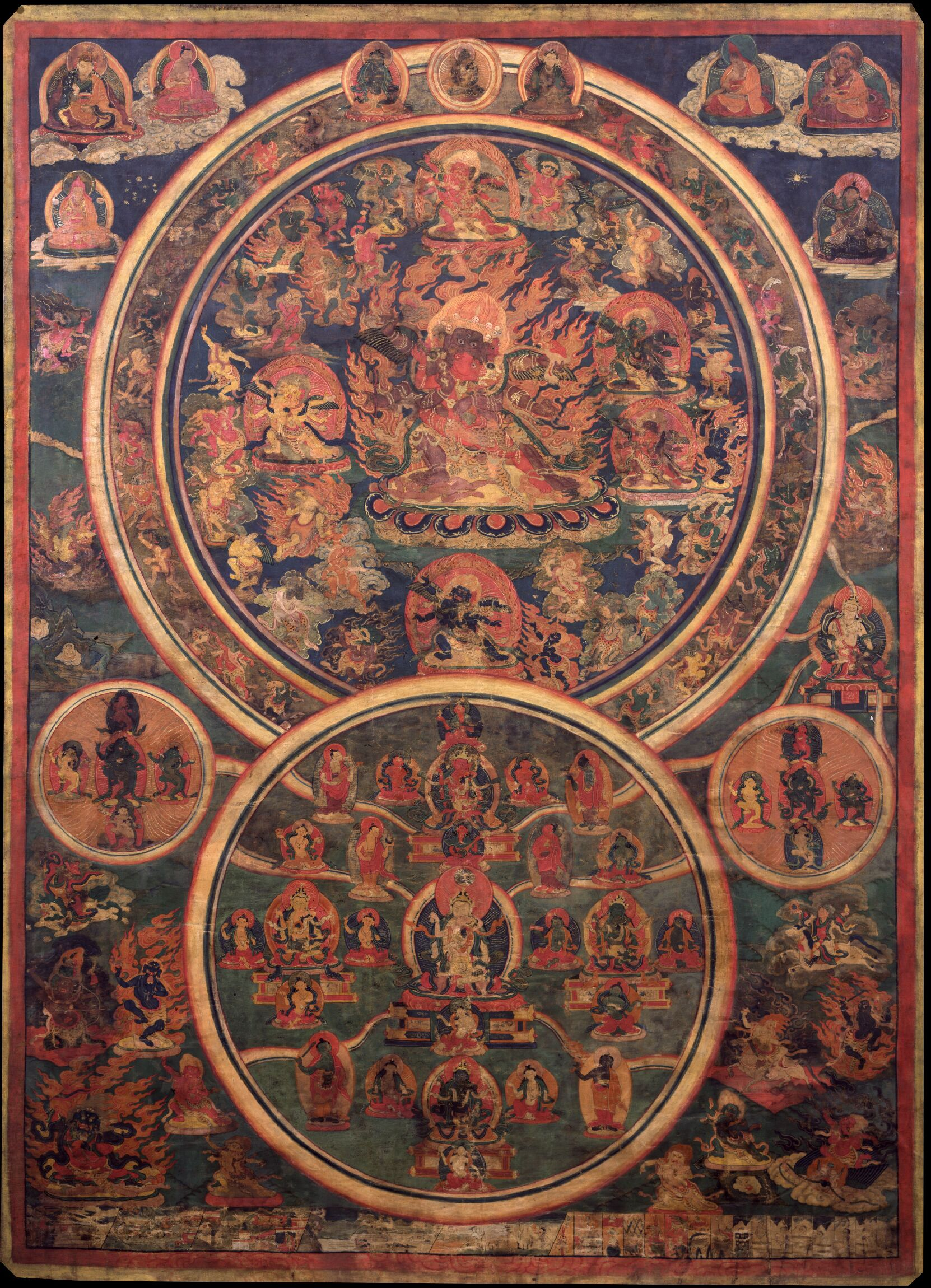
Il·lustració tibetana de les Deïtats pacífices i iracudes de l'estat intermedi post-mortem (bardo). Alguns budistes tibetans sostenen que quan un ésser passa per l'estat intermedi, tindrà visions de diverses deïtats.

En algunes escoles de budisme, bardo (tibetà clàssic བར་དོ་, transliteració Wylie bar do) o antarābhava, en sànscrit. En xinès i japonès: 中有, romanitzat en xinès com zhōng yǒu i en japonès com a chū'u) és un estat intermedi, de transició o liminal entre la mort i el renaixement o reencarnació. Bar do o Bardo té el significat de entremig o d'intèrval.
El concepte va sorgir poc després de la mort de Gautama Buda, amb una sèrie d' escoles budistes de la primera època que van acceptar l'existència d'aquest estat intermedi, mentre que altres escoles el van rebutjar. El concepte d'antarābhava, un estat intermedi entre la mort i el renaixement, va ser introduït al budisme a partir de la tradició filosòfica vèdica - upanishádica (posteriorment hindú). El budisme posterior va expandir el concepte de bardo a sis o més estats de consciència que cobrien totes les etapes de la vida i la mort. Al budisme tibetà, el bardo és el tema central del Bardo Thodol (literalment l'alliberament mitjançant l'audició durant l'estat intermedi), el Llibre tibetà dels morts, un text destinat tant a guiar la persona acabada de morir a través del bardo de la mort per obtenir un millor renaixement, com també per ajudar els seus éssers estimats amb el procés de dol.
Usat sense qualificació, "bardo" és l'estat d'existència intermedi entre dues vides a la terra. Segons la tradició tibetana, després de la mort i abans del proper naixement, quan la consciència no està connectada amb un cos físic, experimenta una varietat de fenòmens. Aquests solen seguir una seqüència particular de degeneració a partir, just després de la mort, de les experiències més clares de la realitat de les quals un és espiritualment capaç, i després procedeixen a al·lucinacions aterridores que sorgeixen dels impulsos de les seves accions anteriors maldestres. Per als individus preparats i entrenats adequadament, el bardo ofereix un estat de gran oportunitat d'alliberament, ja que la visió transcendental pot sorgir amb l'experiència directa de la realitat; per a altres, en canvi, pot convertir-se en un lloc perillós, ja que les al·lucinacions creades kàrmicament poden impulsar un renaixement menys que desitjable. 
Metafòricament, el bardo es pot utilitzar per descriure moments en què la forma de vida habitual queda suspesa, com, per exemple, durant un període de malaltia o durant un retir de meditació. Aquests temps poden resultar fructífers per al progrés espiritual perquè les limitacions externes disminueixen. Tanmateix, també poden presentar reptes perquè els nostres impulsos menys hàbils poden passar a primer pla, igual que en el sidpa bardo.

## Estat intermedi al budisme indi
Segons els registres de les primeres escoles budistes, sembla que almenys sis grups diferents van acceptar la noció d'una existència intermèdia (antarabhāva): els Sarvāstivāda, Darṣṭāntika, Vātsīputrīyas, Saṃmitīya, Pūrvaśīaila i l'últim Mahīśāsaka. Els quatre primers són escoles estretament relacionades entre sí. En contra, s'hi trobaven les escoles Mahāsāṃghika, els primers Mahīśāsaka, Theravāda, Vibhajyavāda i el Śāriputrābhidharma (possiblement Dharmagupta).

Algunes de les primeres referències a una "existència intermèdia" es troben al text de Sarvāstivādin, el Mahāvibhāṣa (阿毘達磨大毘婆沙論). Aquest explica, per exemple, que hi ha una "existència bàsica" (本有), una "existència intermèdia" (中有), una "existència de naixement" (生有) i una "existència de mort" (死有) (CBETA, T27, núm. 1545, pàg. 959 i ss.) Al seu llibre Les sectes bouddhiques du Petit Véhicule, André Bareau proporciona els arguments de les escoles Sarvāstivāda de la següent manera:
L'ésser intermedi que fa el pas així d'una existència a una altra està format, com tot ésser viu, pels cinc agregats (skandha). La seva existència queda demostrada pel fet que no pot tenir cap discontinuïtat en el temps i l'espai entre el lloc i el moment de la mort i els del renaixement i, per tant, cal que les dues existències pertanyents a la mateixa sèrie estiguin lligades en el temps i l'espai per una etapa intermèdia. L'ésser intermedi és el Gandharva, la presència del qual és tan necessària a la concepció com la fecunditat i la unió dels pares. A més, l'Antarāparinirvāyin és un anāgamin que obté parinirvāṇa durant l'existència intermèdia. Pel que fa a l'odiós criminal culpable d'un dels cinc crims sense interval (ānantarya), passa de la mateixa manera per una existència intermèdia al final de la qual renaix necessàriament a l'infern.
L'Abhidharmakośa de Vasubandhu, derivat d'un període posterior de la mateixa escola, tot i que amb algunes diferències, explica (segons la traducció a l'anglès, pp 383 i ss.):
Què és un ésser intermedi i una existència intermèdia? L'existència intermèdia, que s'insereix entre l'existència en la mort i l'existència en el naixement, no havent arribat encara al lloc on hauria d'anar, no es pot dir que neix. Entre la mort —és a dir, els cinc skandhas del moment de la mort— i sorgir —és a dir, els cinc skandhas del moment del renaixement— es troba una existència —un «cos» de cinc skandhas—que va al lloc de renaixement. Aquesta existència entre dos regnes de renaixement (gatī) s'anomena existència intermèdia.
Cita una sèrie de textos i exemples per defensar la noció davant d'altres escoles que la rebutgen i afirmen que la mort en una vida és seguida immediatament del renaixement en la següent, sense cap estat intermedi entre les dues. Tant el Mahāvibhāṣa com l'Abhidharmakośa tenen la noció de l'estat intermedi que dura "set vegades set dies" (és a dir, 49 dies) com a màxim. Aquesta és una visió, però també n'hi havia d'altres.
Arguments similars també es van utilitzar al Satyasiddhi Śāstra de Harivarman i al comentari d'Upadeśa sobre els Sūtras Prajñāpāramitā, tots dos amb una forta influència de l'escola Sarvāstivāda. Ambdós textos van tenir una poderosa influència en el budisme xinès, que també accepta aquesta idea com a regla.
El Saddharma-smṛty-upasthāna Sūtra (正法念處經) classifica 17 estats intermedis amb diferents experiències.

## Sisbardoal budisme tibetà
Fremantle (2001) afirma que hi ha sis estats de bardo tradicionals coneguts com els Sis Bardo: el Bardo d'aquesta vida (p. 55); el Bardo de la Meditació (p. 58); el Bardo del somni (p. 62); el Bardo del Morir (p. 64); el Bardo de Dharmata (p. 65); i el Bardo de l'existència (p. 66).
Shugchang i altres autors (2000: p. 5) discuteix el cicle d'ensenyaments <i>Zhitro</i> (tibetà: Zhi-khro) del Karma Lingpa que inclou el Bardo Thodol i enumera els Sis Bardo: "El primer bardo comença quan naixem i perdura mentre vivim. El segon és el bardo dels somnis. El tercer és el bardo de la concentració o la meditació. El quart es produeix en el moment de la mort. El cinquè és conegut com el bardo de la lluminositat de la veritable naturalesa. El sisè s'anomena bardo de la transmigració o devenir kàrmic.
1. Kyenay bardo (skye gnas bar do) és el primer bardo del naixement i de la vida. Aquest bardo comença des de la concepció fins a l'últim alè, quan el corrent mental es retira del cos.
2. Milam bardo (rmi lam bar do) és el segon bardo de l'estat oníric. El Milam Bardo és un subconjunt del primer Bardo. El ioga dels somnis desenvolupa pràctiques per integrar l'estat dels somnis en la sadhana budista.
3. Samten bardo (bsam gtan bar do) és el tercer bardo de la meditació. Aquest bardo generalment només l'experimenten els meditadors, tot i que els individus poden tenir-ne una experiència espontània. Samten Bardo és un subconjunt del Shinay Bardo.
4. Chikhai bardo ('chi kha'i bar do) és el quart bardo del moment de la mort. Segons la tradició, es considera que aquest bardo comença quan els signes exteriors i interiors presagien que l'inici de la mort és a prop, i continua a través de la dissolució o transmutació del Mahabhuta fins que s'ha completat la respiració externa i interna.
5. Chönyi bardo (chos nyid bar do) és el cinquè bardo de la lluminositat de la veritable naturalesa que comença després de l'últim 'alè interior' (sànscrit: prana, vayu ; tibetà: rlung). És dins d'aquest Bardo on es produeixen visions i fenòmens auditius. A les ensenyances Dzogchen, aquestes es coneixen com les visions Tögal que es manifesten espontàniament (tibetà: thod-rgyal). Paral·lelament a aquestes visions, hi ha un brot de pau profunda i consciència prístina. Els éssers sensibles que no han practicat durant la seva experiència viscuda i/o que no reconeixen la llum clara (tibetà: od gsal) en el moment de la mort solen ser enganyats al llarg del cinquè bardo de la lluminositat.
6. Sidpa bardo (srid pa bar do) és el sisè bardo del devenir o de la transmigració. Aquest bardo perdura fins que la respiració interior comença en la nova forma de transmigració determinada per les "llavors kàrmiques" dins de la consciència rebost o repositori.

### Història
Des que el Bardo Thodol va ser traduït a l'anglès, al llarg dels anys han sorgit diferents concepcions del bardo (López, 1998: p. 43 i 83). En la traducció de Walter Y. Evans-Wentz l'any 1927, la descripció del bardo era una visió "esotèrica" del renaixement com un sistema evolutiu en què la regressió als regnes brutals era impossible. Gairebé quatre dècades més tard, el 1964, Timothy Leary, Ralph Metzner i Richard Alpert veien que els estats intermedis tractaven realment de la vida, i que s'havien d'entendre com la narració d'un viatge àcid de vuit hores. Chögyam Trungpa retrata els regnes del renaixement com a estats psicològics l'any 1975, i Sogyal Rinpoche utilitza la seva discussió sobre els sis regnes com una oportunitat per sabotejar els surfistes de Califòrnia i els banquers de Nova York, en la traducció que es va publicar el 1992. Dos anys més tard, Robert Thurman (1994) va interpretar el bardo, que es descriu originalment com un text Nyingma, a partir d'un marc Geluk.

Fremantle (2001: pp. 53–54) mostra el desenvolupament del concepte bardo a través de la tradició de l'Himàlaia:
Originàriament bardo es referia només al període entre una vida i la següent, i aquest encara és el seu significat normal quan s'esmenta sense cap qualificació. Hi va haver una considerable disputa sobre aquesta teoria durant els primers segles del budisme, amb un costat argumentant que el renaixement (o la concepció) segueix immediatament després de la mort, i l'altre dient que hi havia d'haver un interval entre els dos. Amb l'auge de mahayana, va prevaldre la creença en un període de transició. El budisme posterior va expandir tot el concepte per distingir sis o més estats similars, cobrint tot el cicle de la vida, la mort i el renaixement. Però també es pot interpretar com qualsevol experiència de transició, qualsevol estat que es troba entre altres dos estats. El seu significat original, l'experiència d'estar entre la mort i el renaixement, és el prototip de l'experiència del bardo, mentre que els sis bardos tradicionals mostren com les qualitats essencials d'aquesta experiència també estan presents en altres períodes de transició. Perfeccionant encara més la comprensió de l'essència del bardo, es pot aplicar a cada moment de l'existència. El moment present, l'ara, és un bardo continu, sempre suspès entre el passat i el futur. 
Yongey Mingur Rinpoche (2011, p. 66) afegeix una altra visió moderna i posa èmfasi en el bardo del devenir: “Quan superem la conveniència del llenguatge i les categories, cada segon manifesta el bardo del devenir. Esdevenir i esdevenir. Tots els fenòmens sempre es converteixen en […] Quan ens sensibilitzem sobre les subtils transicions de les emocions, o dels canvis corporals, o els canvis en les circumstàncies socials, o les transformacions ambientals, com ara les diferències de paisatge i de llum, o l'evolució del llenguatge, l'art o la política, veiem que tot és sempre. canviar, morir i esdevenir".

## Estat intermedi a Theravāda
Els textos de Theravāda Abhidhamma com el <i id="mwug">Kathavatthu</i> rebutgen tradicionalment la visió que hi ha un estat intermedi o de transició (antarabhāva) entre els renaixements, sostenen que el renaixement es produeix instantàniament (en un moment mental) a través de la consciència de reenllaç (patisandhi citta).
Tanmateix, com han assenyalat diversos erudits moderns com Bhikkhu Sujato, hi ha passatges al cànon Theravāda Pali que donen suport a la idea d'un estat intermedi, el més explícit dels quals és el Kutuhalasāla Sutta.

Aquest sutta diu:
[El Buda:] "Vaccha, declaro que hi ha renaixement per a qui tingui combustible [amb comprensió], no per a qui no en tingui. Vaccha, així com el foc crema amb combustible, i no sense combustible, així i tot, Vaccha, declaro que hi ha renaixement per a un amb combustible [amb comprensió], no per a un sense combustible".

 [Vaccha respon:] "Però, mestre Gotama, quan una flama és llançada pel vent i recorre un llarg camí, quin diu el mestre Gotama que és el seu combustible?"
[Buda:] "Vaccha, quan una flama és llançada pel vent i recorre un llarg camí, declaro que és alimentada per l'aire. Perquè, Vaccha, en aquell moment, l'aire és el combustible".
[Vaccha:] "Mestre Gotama, quan un ésser ha posat aquest cos, però encara no ha tornat a néixer en un altre cos, quin diu el mestre Gotama que és el combustible?"

 [Buda:] "Vaccha, quan un ésser ha posat aquest cos, però encara no ha tornat a néixer en un altre cos, és alimentat per l'anhel, dic. Perquè, Vaccha, en aquell moment, el desig és el combustible."
A més, alguns estudiosos de Theravāda (com Balangoda Ananda Maitreya) han defensat la idea d'un estat intermedi i també és una creença molt comuna entre alguns monjos i laics al món Theravāda (on es coneix comunament com a gandhabba o antarabhāva). Segons Sujato, també és àmpliament acceptat entre els mestes de la tradició tailandesa del bosc.

## Al budisme asiàtic oriental
El budisme d'Àsia oriental accepta generalment les doctrines principals de la tradició Yogacara tal com les ensenya Vasubandhu i Asanga. Això inclou l'acceptació de l'existència intermèdia (中有, romanització xinesa: zhōng yǒu, japonès: chūu). La doctrina de l'existència intermèdia s'esmenta en diverses obres escolàstiques budistes xineses, com ara Cheng Weishi Lun de Xuanzang (Discurs sobre la perfecció de la consciència només).
El cànon budista xinès conté un text anomenat Antarabhava sutra, que s'utilitza en rituals funeraris.

El fundador de Soto Zen, Dogen, va escriure el següent sobre com navegar per l'estat intermedi:
“Quan abandones aquesta vida, i abans d'entrar a la següent, hi ha un lloc anomenat regne intermediari. T'hi quedes set dies. Hauríeu de decidir seguir cantant els noms dels tres tresors sense parar mentre hi esteu. Després de set dies mors al regne intermediari i romans allà no més de set dies. En aquest moment pots veure i escoltar sense obstacles, com si tinguessis un ull celeste. Decideix-te a animar-te a seguir cantant els noms dels tres tresors sense parar: "Em refugio al Buda, em refugio al Dharma, em refugio a la Sangha". Després de passar pel regne intermediari, quan us acosteu als vostres pares per ser concebuts, decidiu mantenir la saviesa autèntica. Continua cantant refugi als Tres Tresors del ventre de la teva mare. No oblidis cantar mentre et donen a llum. Decideix profundament dedicar-te a cantar i refugiar-te en els Tres Tresors a través de les sis arrels dels sentits. Quan la teva vida s'acaba, la teva vista es tornarà fosca de sobte. Sapigueu que aquest és el final de la vostra vida i decidiu-vos a cantar: "Em refugio al Buda". Aleshores, tots els budes de les deu direccions us mostraran compassió. Fins i tot si a causa de les condicions estàs lligat a un regne insalubre, podràs néixer al regne deva o en presència del Buda. Fes una reverència i escolta el Buda". --- Shobogenzo , secció 94, "Mind of the Way", traduït per Peter Levitt i Kazuaki Tanahashi (2013):